# امانت‌خان شیرازی

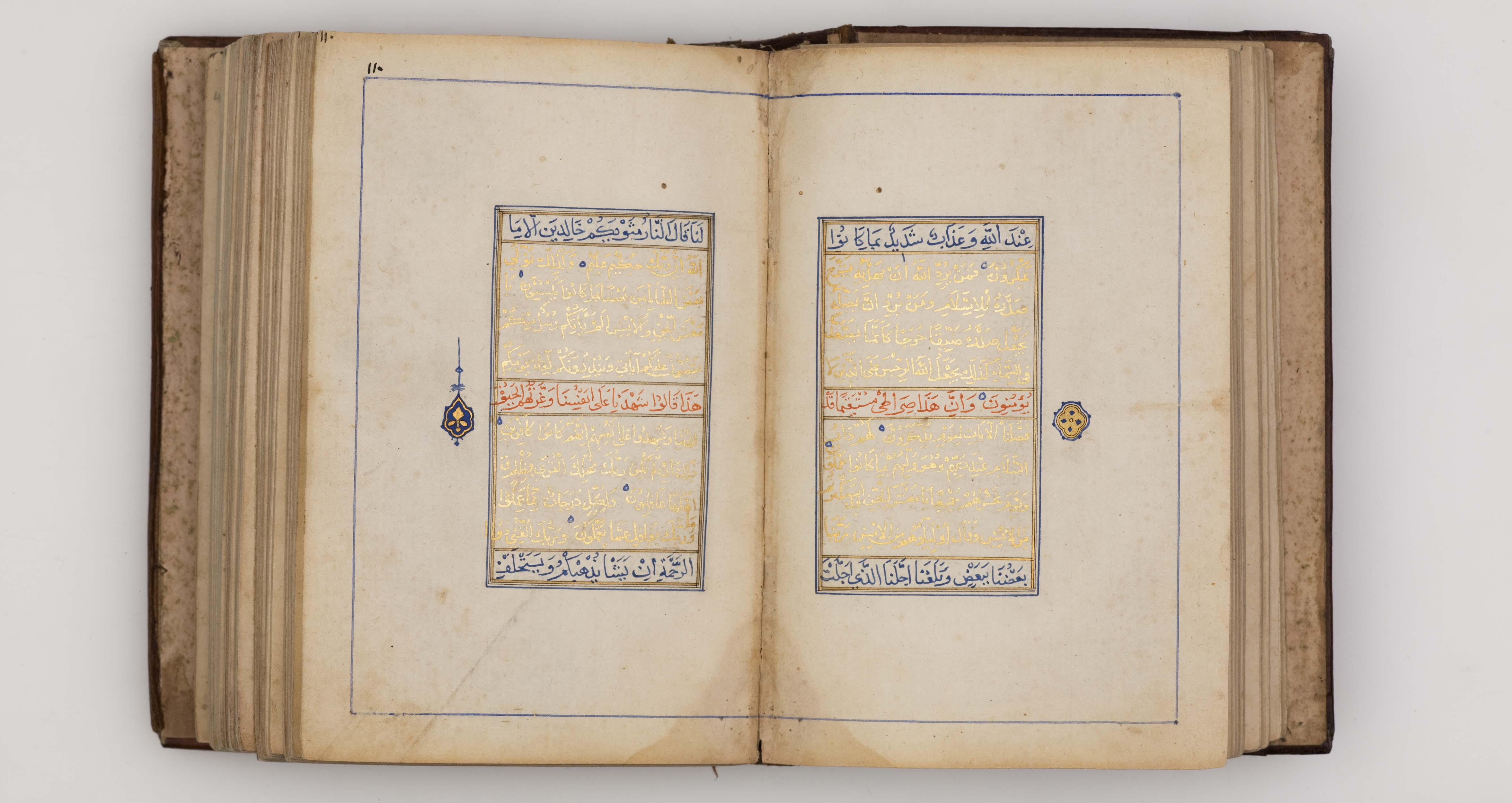

عبدالحق شیرازی معروف به امانت خان شیرازی طغرانویس (۹۷۸- ۱۰۵۵ه‍.ق/۱۵۷۰- ۱۶۴۵م) خوشنویس سده یازدهم هجری است. او کتابدار ایرانی پرآوازه دربار امپراتوری گورکانی هند بود. مهمترین اثر او خطاطی کتیبه‌های در و دیوارهای بنای باشکوه تاج محل است که آن را به فرمان شاه‌ جهان پنجمین امپراتور گورکانی هند نوشت. این کتیبه‌ها به خط ثلث بسیار عالی و به رنگ مشکی بر زمینه مرمر سفید نشسته است.
عبدالحق فرزند قاسم شیرازی خوشنویس بود او و برادر بزرگ‌ترش شکرالله، در شیراز زاده شدند و خوشنویسی را در مکتب پدر خود آموختند. آنان که در شیراز تحصیلات خود را به پایان رسانده بودند، در حدود سال ۱۰۱۷ق/۱۶۰۸م به هند مهاجرت کردند تا شاید در دربار جهانگیر به پیشرفت و ترقی برسند. زمانی که شکرالله از طریق دریا به هند و سپس به برهانپور رسید و به خدمت عبدالرحیم خان خانان درآمد، عبدالحق نیز او را همراهی می‌کرده‌است. عبدالحق به زودی به منصب پراهمیت کتابداری در دربار گورکانیان هند می‌رسد. ظاهراً تا اندازه‌ای موفقیت سریع امانت خان مرهون نفوذ برادرش که بعدها به افضل خان ملقب شد، بوده است. عبدالحق در آغاز ذیحجة ۱۰۴۱ از سوی شاه‌جهان به لقب «امانت خان» مفتخر شد.
امانت خان شیرازی سال اختتام کتبیه‌های قرآنی بنای تاج محل را چنین نوشته است: «الفقیر امانت خان شیرازی ۱۰۴۸ ه‍. ق مطابق دوازدهم سنه جلوس مبارک»
در بنای تاج محل آنچه کاملاً مسلم است این است که خط ثلث کتیبه‌ها اثر امانت خان شیرازی است. چون تنها نام اوست که به شکل "امانت خان الشیرازی" زیر یکی از کتیبه‌ها در ایوان جنوبی بنا حک شده است. امضای او حاکی از مقام بلند امانت خان در دربار گورکانیان هند است. 